# Loïc Bernad
Pour les articles homonymes, voir Bernad.
Pas d'image ? Cliquez ici

a Compétitions nationales et continentales officielles uniquement.

b Matchs officiels uniquement.
Dernière mise à jour le 17 septembre 2018.
Loïc Bernad (né le 21 février 1986 à Lannemezan, dans les Hautes-Pyrénées) est un joueur français de rugby à XV qui évolue au poste de troisième ligne aile au sein de l'effectif de la Section paloise (1,82 m pour 95 kg).

## Biographie
Originaire de Cadéac-Les-Bains, son père, Charles Bernad, ancien joueur de rugby a Saint-Lary, possédait une entreprise générale du bâtiment.
C'est le frère de Guillaume Bernad, troisième ligne passé par Bayonne et Oyonnax.
Début à saint lary puis au Tarbes Pyrénées rugby de 2001 à 2012, section paloise 2012 a 2017 et stado Tarbes Pyrénées rugby 2017/2018

## Palmarès
- Équipe de France -21 ans : 3 sélections en 2006 (Angleterre, Pays de Galles 1, Pays de Galles 2)
- Équipe de France -19 ans :
  - 2005 : participation au championnat du monde en Afrique du Sud, 4 sélections (Australie, Afrique du Sud, Roumanie, pays de Galles)
  - 5 sélections en 2004-2005
- Champion de France de Pro D2 avec la Section paloise en 2015.